# Ostrov (tvrz)
Ostrov je zaniklý sídlištní celek, který sestává ze zaniklé vsi a tvrze, nacházející se asi tři kilometry jihozápadně od obce Jedomělice v okrese Kladno. V roce 1967 byly jejich pozůstatky zapsány jako kulturní památky. Na jižním okraji sídliště je přírodní památka Ostrov u Jedomělic.

## Historie
První písemná zmínka o Ostrovu je z roku 1395, ale vesnice s tvrzí vznikla pravděpodobně již na počátku 14. století. Na přelomu 14. a 15. století zde sídlil rychtář Jakub ze Slaného, po němž tvrz zdědila jeho manželka Anna. Po její smrti majetek připadl jako odúmrť králi, který ho přenechal podkomořímu Hájkovi z Hodětína uváděnému okolo roku 1413. Poslední zmínka o vesnici je z roku 1435 a na počátku 17. století se uvádí jako pustá.

## Stavební podoba
Tvrziště se nachází na ostrožně nad soutokem dvou malých potoků, zatímco vesnice se rozkládala asi o padesát metrů dále na východ o něco níže ve svahu.

### Tvrziště
Tvrziště má okrouhlý půdorys o průměru asi 20 metrů, který vymezovala obvodová zeď dlouhá 55 metrů. Uvnitř stála pravděpodobně věž se čtvercovým půdorysem, jejíž spodní část byla kamenná a vyšší patra nejspíš roubená. Jádro tvrze odděloval od zbytku ostrožny na západě příkop, před kterým se nacházel lichoběžníkový hospodářský dvůr obklopený nízkým valem z opuky. Jediným pozůstatkem jeho zástavby je relikt stavby v místě předpokládaného vstupu. Její část byla kamenná a mohla sloužit jako špýchar, ale mohla mít také obrannou funkci.

### Vesnice
Vesnici tvořilo pět usedlostí na parcelách širokých 14–27 metrů, z nichž čtyři se nacházely na severní straně návsi a jedna na jižní straně. Jižní usedlost měla budovy uspořádané ve tvaru písmene L, zatímco ostatní byly řadového typu s průjezdním dvorem nebo měly dvůr obestavěný ze tří stran. Dochované zbytky zdí jednotlivých domů jsou široké 60–70 cm a podle množství destruovaného zdiva je možné, že byly postavené celé z kamene (Archeologickým výzkumem byly celokamenné usedlosti podrobně zdokumentovány na nedaleké soudobé zaniklé vsi Svídna[zdroj⁠?!]). Na západním okraji vesnice stála stavba nejasného účelu. V okolí vesnice se nachází několik menších těžebních jam, ve kterých se lámal kámen a velká jáma na východním okraji je pozůstatkem těžby uhlí.

## Přístup
Na lokalitu nevede žádná turisticky značená trasa. Přístupná je po polních a lesních cestách z Jedomělic nebo z Mšece.